# Peter Rübsam

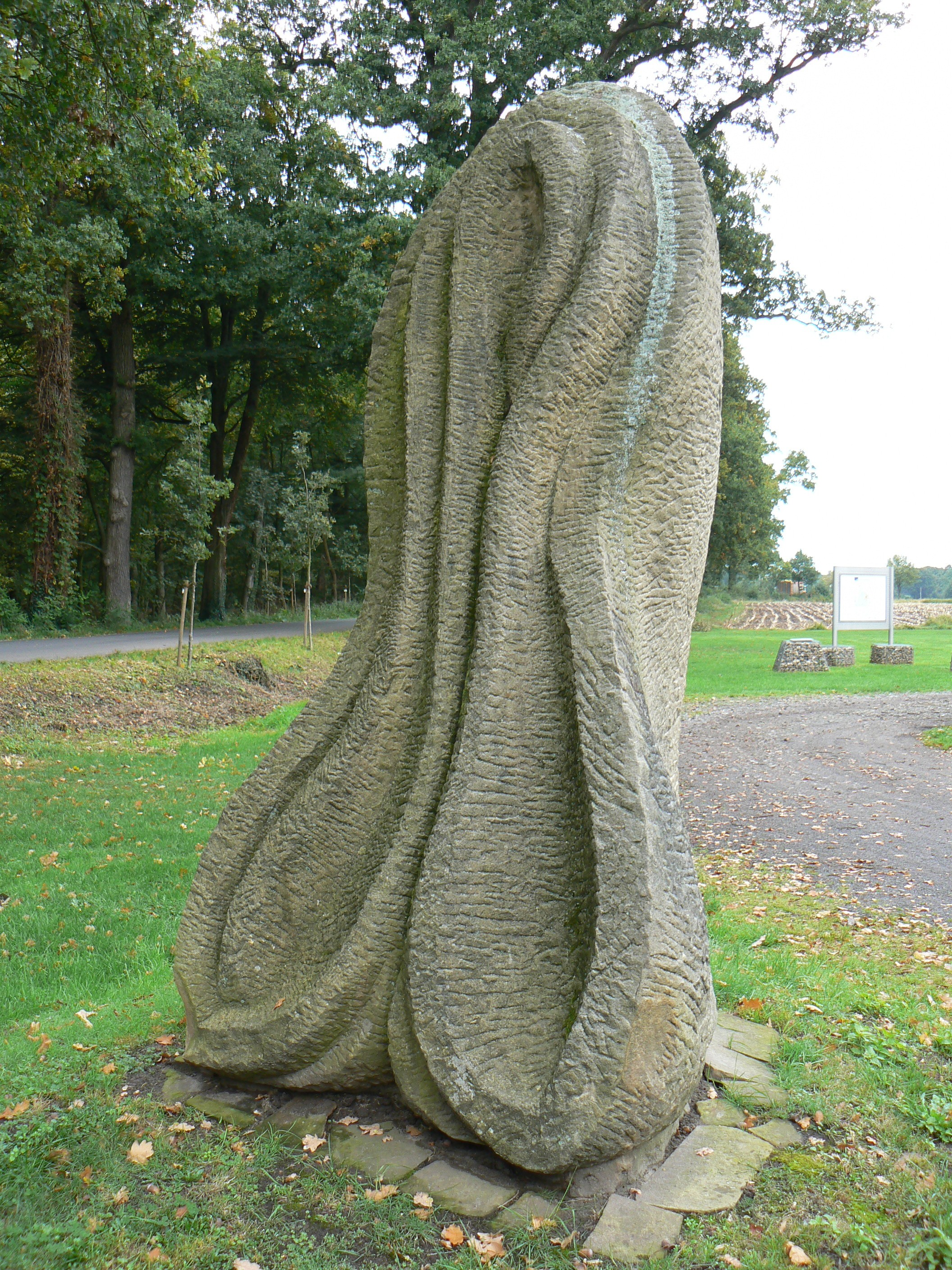
„Faltung“ (1982), Frenswegen

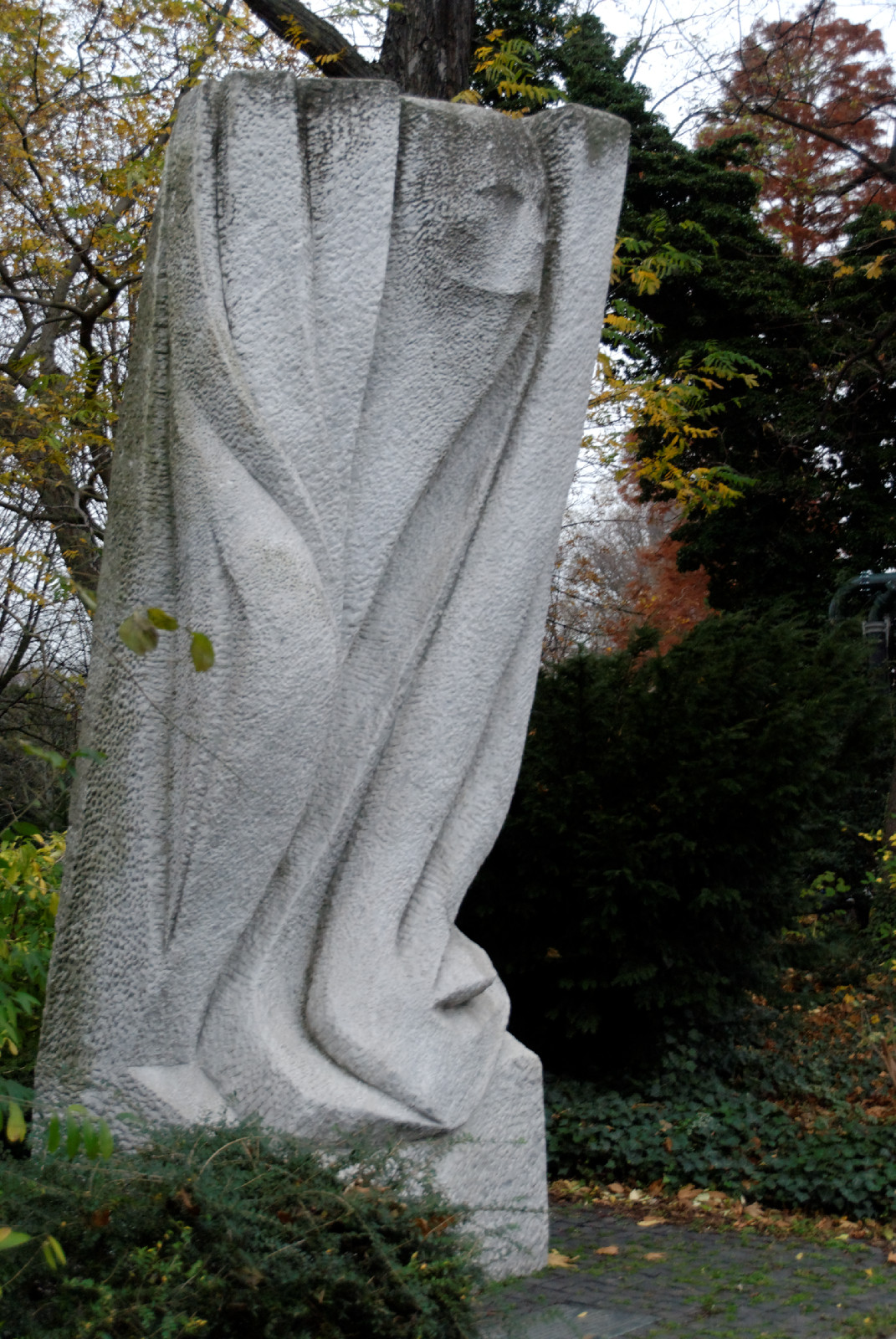
Gustaf-Gründgens-Denkmal (1984) am Düsseldorfer Schauspielhaus

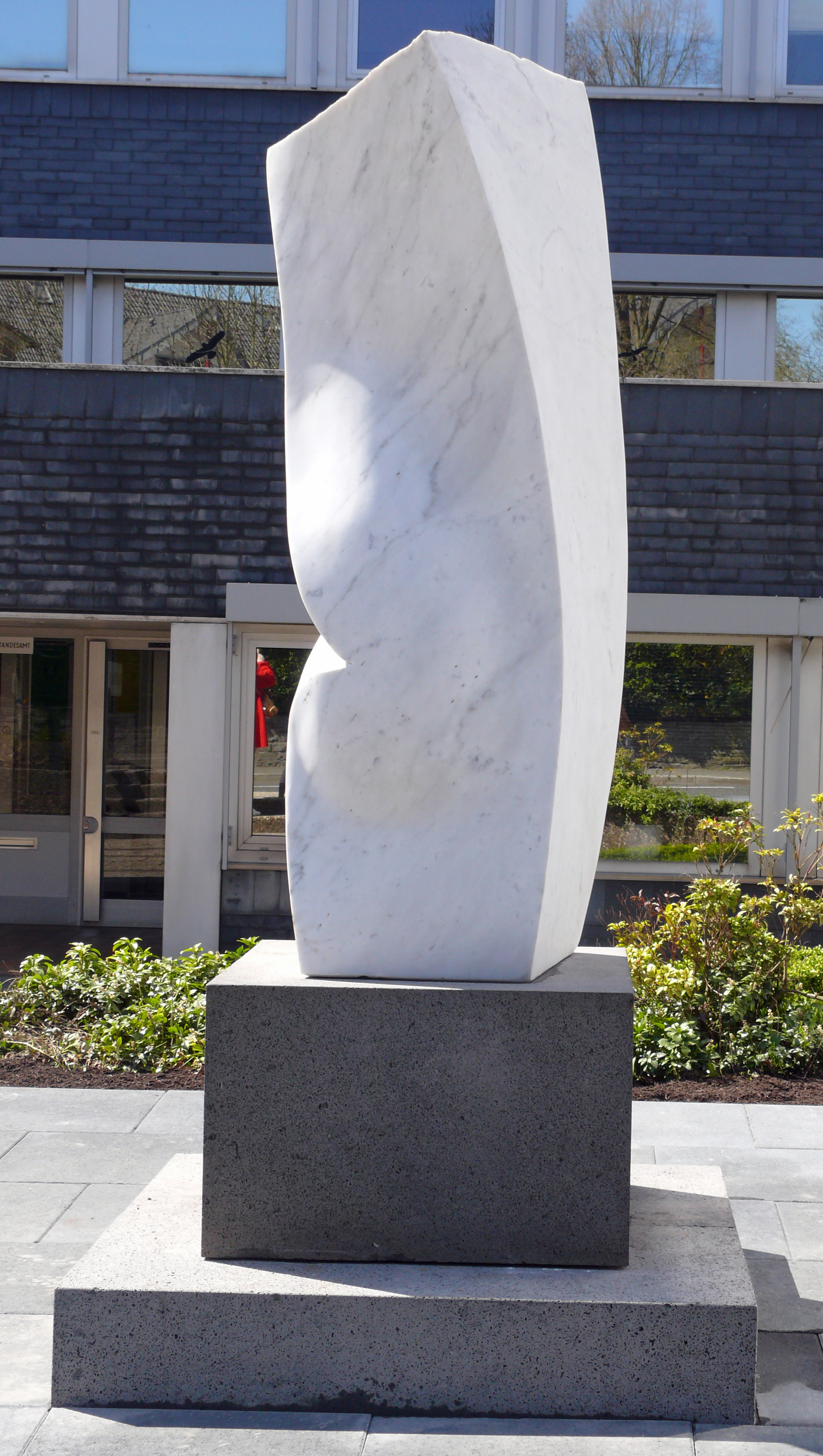
„Kraft II“

Peter Rübsam (* 1941 in Nümbrecht) ist ein deutscher Bildhauer und Musiker.
Rübsam lebt und arbeitet in Düsseldorf in der Künstlersiedlung Golzheim.
Rübsam, Sohn des Bildhauers Jupp Rübsam, lernte bereits als Siebzehnjähriger das Steinmetzhandwerk und arbeitete als Bildhauer, sowohl mit Stein als auch mit Holz, Bronze oder Beton. Seine Arbeit mit diesen unterschiedlichen Arbeiten verbindet aber ein grundlegendes Interesse an der Form, zu der alle inhaltlichen Bezüge nur das Beiwerk, den Vorwand abgeben. Dabei spielt auch die besondere Wirkung des Lichteinfalls eine wichtige Rolle.
Rübsam ist auch Jazzmusiker und tritt mit Dat Kaiser Trio + One in Düsseldorf auf.
Bevor Peter Rübsam zum Dudelsack kam, spielte er Blockflöte in einer Jazz-Band zusammen mit Horst Geldmacher, der bereits schottische Pipes spielte. Geldmacher berichtete von einer Pipe Band in Laarbruch bei der britischen Royal Air Force. Rübsam begab sich im Jahr 1969 dorthin, fand den Pipe Major und ging von da an für eineinhalb Jahre zweimal wöchentlich zu ihm zum Unterricht.

## Daten und Fakten
- 1958–1959: Steinmetzpraktikum bei Erich Moog in Kottenheim (Eifel)
- 1959–1960: Holzbildhauerei bei Jojo Sievers in Düsseldorf
- 1961–1965: Studium an der Kunstakademie Düsseldorf bei Manfred Sieler
- seit 1965: freischaffender Bildhauer
- 1968: Studienaufenthalt in Berlin
- 1971–1974: Nebentätigkeit als Musikpädagoge an der Jugendmusikschule Kempen, Fach: klassische Gitarre
- 1974–1979: Nebentätigkeit als Kunsterzieher am Lessing-Gymnasium in Düsseldorf
- 1979–1980: Studien- und Arbeitsaufenthalt in Pietrasanta (Italien)
- 1981–1982: Arbeitsaufenthalt in Antwerpen (Belgien)
- 1982: Teilnahme am 2. Internationalen Bildhauer-Symposion Bentheimer Sandstein

## Ausstellungen
- 1973: Gruppenausstellung in Darmstadt
- 1977 und 1978: Düsseldorf
- 1974: Einzelausstellung in Köln
- 1984: München
- 1996: Trier

## Werk (Auswahl)
- 1964: Steinguss „Froschkönig-Brunnen“, Düsseldorf, zusammen mit Vater Jupp Rübsam[2]
- 1984: Gustaf-Gründgens-Denkmal am Düsseldorfer Schauspielhaus
- 1995: Mahnmal für die Widerstandskämpfer der Stadt Düsseldorf
- 1999: Großplastik „Steinzeittor“ in Mönchengladbach-Rheindahlen
- 2004: Bodenarbeit „Silhouette“ in der Landesgartenschau Trier
- 2008: Marmor-Skulptur „Kraft II“ auf dem Rathausplatz in Nümbrecht

## Musik
- 1957: Gründung einer Jazzband – Trompete
- seit 1959: klassische Gitarre
- 1972: LP: Battle of the Somme – Peter Rübsam Group, schottischer Dudelsack
- 1976: LP: Orgel & Dudelsack, Peter Rübsam: schottischer und irischer Dudelsack, Oskar Gottlieb Blarr: Orgel
- 1985: Musikprojekt: Intermission, Leitung: Frank Köllges
- 1992: Mitwirkung bei der CD-Aufnahme Somewhere Far Beyond mit Blind Guardian, schottischer Dudelsack
- 1993: Gründung der Gruppe Musikexpress, heute Dat Kaiser Trio + One